# おおい町立大飯中学校
おおい町立大飯中学校（おおいちょうりつ おおい ちゅうがっこう）は、福井県大飯郡おおい町野尻にある公立中学校。

## 概要

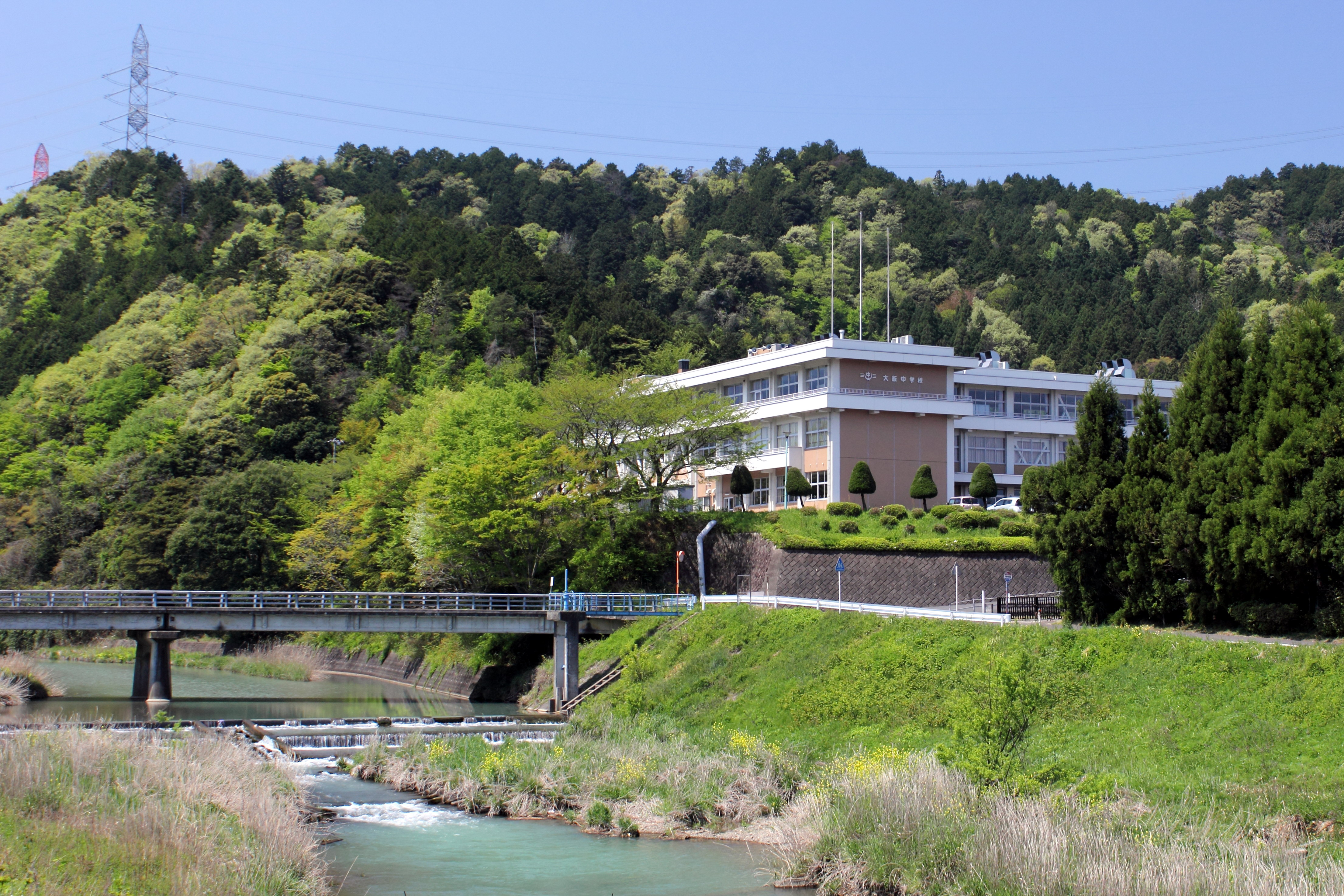
おおい町立大飯中学校　遠望

本校は、旧大飯町区域のほぼ中心部に設置され、二級河川佐分利川に隣接し、背面を山に囲まれた自然豊かな環境にある中学校である。
2006年（平成18年）3月3日に、大飯町が名田庄村との市町村合併によりおおい町となったことから、同時に「おおい町立」となった。
小中学校連携教育に力を入れており、小学生の中学校体験入学や小学校の運動会に出向くボランティア活動や出前授業などを展開している。また、部活動では、男子のハンドボール部が福井県内屈指の強豪校である。（現在、ハンドボール部は廃部となっている。）
なお、校歌はおおい町出身の直木賞作家である水上勉が作詞を担った。

## 沿革
- 1977年（昭和52年）4月1日：佐分利中学校、本郷中学校、大島中学校の3校を統合し開校する
- 1978年（昭和53年）2月20日：校歌制定（作詞：水上勉、作曲：池辺晋一郎）
- 1999年（平成11年）8月：全教室にエアコンを設置
- 2006年（平成18年）3月3日：町村合併により「おおい町立大飯中学校」となる

## 校歌
- 水上勉作詞／池辺晋一郎作曲

## 進学前小学校
- おおい町立大島小学校
- おおい町立佐分利小学校
- おおい町立本郷小学校

## 部活動
- 軟式野球部（男子）
- サッカー部（男子）
- ソフトテニス部（女子）
- バレーボール部（女子）
- バドミントン部（男子・女子）
- 吹奏楽部（男子・女子）

## 周辺
- 福井県道・京都府道1号小浜綾部線
- 佐分利川
- 福井県道223号岡田深谷線
- あみーしゃん大飯
- おおい町立本郷保育園
- おおい町役場
- JR小浜線 若狭本郷駅
- おおい町総合運動公園
- 福井県こども家族館
- エルガイアおおい
- 舞鶴若狭自動車道 大飯高浜IC

## 著名な卒業生
- 時岡忍（初代おおい町長）：旧本郷中学校卒
- 中川謙三（元TOKYO MX代表取締役社長、元議員秘書）：旧佐分利中学校卒
- 廣岡義隆（国文学者、三重大学名誉教授）
- 松田通彦（教育者、福井大学教職大学院客員教授）：旧本郷中学校卒
- 新谷欣也（政治家、おおい町議長）
- 村本大輔（お笑い芸人、ウーマンラッシュアワーのメンバー）